# Schweizerische Kunstführer
Die Schweizerischen Kunstführer sind wissenschaftliche Publikationen zu Schweizer Kunstdenkmälern. Bisher sind über 1'100 Titel mit einer Gesamtauflage von fünf Millionen Exemplaren erschienen.

## Geschichte
Seit 1880 dokumentiert, erforscht und vermittelt die 1880 gegründete Gesellschaft für Schweizerische Kunstgeschichte GSK das baugeschichtliche Kulturerbe der Schweiz und trägt zu dessen langfristiger Erhaltung bei. 1935 stimmte die GSK dem «grundsätzlichen Entscheid» zu, «Serien von kurzen, künstlerisch und wissenschaftlich orientierten Führern über unsere wichtigsten Kulturdenkmäler» zu schaffen. Bereits in den Gründungsakten der GSK ist vermerkt, dass die Publikationen helfen sollen «den Sinn für historische Kunst zu verbreitern». Ziel war es darum, Kunstführer «in hoher Auflage und zu ganz billigen Preisen» abzugeben, ausgestattet «mit guten Abbildungen und einem leicht verständlichen, aber wissenschaftlich einwandfreien Text». So erschienen in den Jahren 1936 bis 1951 zehn als «Kleine Führer» bezeichnete Publikationen, die jeweils nur acht Seiten umfassten, aber bereits oft in «andere Sprachen» übersetzt wurden. Die einzelnen, noch unregelmässig erscheinenden Ausgaben wurden damals noch nicht nummeriert und erschienen ohne Angabe der Jahreszahl. Da diese ersten zehn Führer unter dem Reihennamen «Kleine Führer» erschienen, werden sie noch nicht zur Publikationsreihe der Schweizerischen Kunstführer hinzugerechnet.
Die ersten zehn Führer entstanden auf Initiative und unter Leitung des Kunsthistorikers Paul Ganz (1872–1954) und waren folgenden Bauwerken gewidmet: Dem Münster von Bern (1937), dem Münster von Basel (1938), den Kathedralen von Genf (1937), Lausanne (1938) und Fribourg (1940), den Kirchen Romainmôtier (1937), St. Urban und Spiez, dem Rathaus von Basel (1940) und der cluniazensischen Klosteranlage von Rüeggisberg. Nachdrucke dieser «Kleinen Führer» wurden auch im Jahr 1952 noch verlegt.
1953 setzte die Gesellschaft für Schweizerische Kunstgeschichte GSK die Reihe der sogenannten «Kleinen Führer» fort – neu jedoch unter dem Titel «Schweizerische Kunstführer». Dieser neue Titel sollte «deutlich zum Ausdruck bringen, dass es [der] Gesellschaft um die vermehrte Bekanntmachung einzelner einheimischer Kunstdenkmäler» ging. Die «Broschüren» waren mit zahlreichen Abbildungen ausgestattet. Als Grund für den Neustart der Reihe wurde protokollarisch festgehalten, dass sich «viele und günstige Möglichkeiten» böten, «sogar entlegene Denkmäler mit Auto oder Eisenbahn zu besuchen: Die Schweizerischen Kunstführer sollen unsere Mitglieder und alle Kunstfreunde zu interessanten Ausflügen einladen».
Nach der Nomenklatur der GSK gilt als erster Führer (Nummer null) der Publikationsreihe der Schweizerischen Kunstführer Das Cluniazenserpriorat Rüeggisberg, verfasst von dem Kunsthistoriker und späteren Präsidenten der Gesellschaft für Schweizerische Kunstgeschichte, Hans Robert Hahnloser.
1953 wurde zudem festgelegt, dass die Kunstführer in Serien erscheinen sollten. Darüber wurde bestimmt, dass die Kunstführer auch an Nicht-Mitglieder «einzeln an Ort und Stelle» verkauft werden sollten. Dem serienmässigen Verkauf an die Mitglieder sowie dem direkten Verkauf vor Ort kommt die Gesellschaft für Schweizerische Kunstgeschichte bis heute nach.
1954 bis 1964 erschien somit eine zweite Reihe Schweizerischer Kunstführer mit den Serien I bis VI à je 10 Führer. Verantwortlicher Redaktor in dieser Zeit war Ernst Murbach.
La Rose de la cathédrale de Lausanne, verfasst von Ernst Murbach, bildete im Jahr 1970 die Nummer 100. Im gleichen Jahr entstand auch der erste Kunstführer in italienischer Sprache: San Pietro, Castel San Pietro, verfasst von Gaëtan Cassina. «Mit berechtigtem Stolz hielt die Redaktion fest, dass schon rund 1,2 Millionen Exemplare gedruckt worden seien», heisst es im Mitteilungsblatt für die Mitglieder der Gesellschaft für Schweizerische Kunstgeschichte.
Im Jahr 1981 gab die Redaktion das «Büro Basel» auf und zog nach Bern um.
1986 entstand die 40. Serie der Schweizerischen Kunstführer, d. h. der 400. Führer. 1991 erschien in der 50. Serie der 500. Schweizerische Kunstführer. Dieser ist der Université de Lausanne à Dorigny gewidmet, umfasst 40 Seiten und wurde in einer Auflagenhöhe von 3‘000 Stück gedruckt.
Heute werden jährlich zwischen 15 und 20 Kunstführer in zwei Serien pro Jahr publiziert. Diese können im Abonnement oder einzeln vor Ort, im Internet oder im Buchhandel erworben werden. Thematisch wird in jeder Serie ein breites Spektrum erarbeitet – von Sakralbauten über Schlösser und Museen, Schulhäusern bis hin zu Ortsführern.
Im Jahr 2015 lancierte die GSK den ersten digitalen Kunstführer, der dem Sacro Monte Madonna del Sasso in Orselina (zu diesem Zeitpunkt Kandidat für das UNESCO-Weltkulturerbe) gewidmet war. Dieser wurde an der Expo 2015 in Mailand präsentiert. Inzwischen (Stand 3/2016) sind sechs digitale Kunstführer erschienen.
Zu den beliebtesten Kunstführern zählt jener zur Martinskirche in Zillis: 1954 erstmals vorgelegt, wurde 1984 die 16. Auflage gedruckt (wobei sich die Auflagezahlen der ersten 1980er Jahre stets auf 10‘000 Exemplare bezifferten). Die letzte bearbeitete Fassung erschien 2008. Allein dieser Führer hat eine Einzelauflage von einer halben Million erreicht.
Seit 1936 wird im Schnitt alle 29 Tage ein Kunstführer publiziert.

## Themen und Inhalte
Die Schweizerischen Kunstführer stellen die architektonisch relevanten Kulturdenkmäler des Landes vor. In einer für den Laien verständlichen Sprache vermitteln führende Fachleute das architektonische Erbe der Schweiz. Als Objekte standen zu Beginn (1936–1953) die grossen Kathedralen und Klöster im Fokus. Pro Publikation wurde bewusst nur ein Baudenkmal bzw. eine «Sehenswürdigkeit» abgehandelt. Nach der Mitte des 20. Jahrhunderts erweiterte sich das Spektrum der Themen: Fortan widmeten sich die Führer nebst Kathedralen, Münstern, Kirchen, Klosteranlagen auch Burgen, Rathäusern, Regierungs- und Parlamentsgebäuden, Rats- und Stadthäusern, Privatsitzen, Zunfthäusern, Kultur- und Bildungsstätten (inkl. Universitäten, Hochschulen und Museen), Industriebauten und Denkmälern sowie auch historischen Fahrzeugen wie Raddampfern oder Eisenbahnen. Der zeitliche Rahmen spannt sich bis heute von den ersten Spuren der Besiedelung bis zur aktuellen Zeit. Die Inhalte geben den aktuellen Stand der Forschung wider. Häufig fliessen neue Forschungsaspekte und Erkenntnisse ein.

## Format und Umfang
Das Format der Schweizerischen Kunstführer war nie grösser als A5. 1953 wurden die Masse auf 21 × 14 cm (A5) festgelegt. 1972 wurde das Mass in Höhe und Breite um einen Zentimeter reduziert, seit 1992 messen die Führer wieder 21 × 14 cm. Die Schweizerischen Kunstführer weisen im Durchschnitt einen Umfang von 44 Seiten auf. Die ersten zehn sogenannten «Kleinen Führer» zählten 8 Seiten. Im Jahr 1958 erschienen sowohl 8-, als auch 12- und 16-seitige Führer. Heute umfassen die dünnsten Führer minimal 24 Seiten, die dicksten 88 Seiten. Besonders umfangreiche Kunstführer werden als Doppelnummern herausgegeben.

## Finanzierung
Seit 1972 forderten der Quästor und der Vorstand der Gesellschaft für Schweizerische Kunstgeschichte GSK, dass die Schweizerischen Kunstführer selbsttragend werden müssten. Dies gelang sieben Jahre später. 1983 ist in einem Ausschussprotokoll festgehalten: «Die Schweizerischen Kunstführer sind in der Besetzung wissenschaftlicher Redaktor und Redaktionssekretärin selbsttragend, sogar gewinnbringend, wenn mit intensivem Verkauf und grossen Auflagen gerechnet werden kann». Heute schreibt die Redaktion der Schweizerischen Kunstführer eine «schwarze Null», d. h. die Personal- und Aufwandkosten refinanzieren sich durch die Projektaufträge sowie die Verkäufe der Kunstführer.

## Sprachen / Übersetzungen
Bereits die ersten zehn «Kleinen Führer» aus den Jahren 1936 bis 1951 waren bereits oft in «andere Sprachen» übersetzt worden. Als die 50. Serie mit dem 500. Schweizerischen Kunstführer im Jahr 1991 erschien, waren Führer in deutscher, französischer, italienischer, englischer, spanischer, schwedischer und rätoromanischer Sprache erschienen. Heute liegen zudem zwei Kunstführer auf Japanisch und Chinesisch vor. Im Jahr 2015 erschienen sechs Publikationen in insgesamt elf Übersetzungen.

## Autoren
Die Schweizerischen Kunstführer werden grundsätzlich in Zusammenarbeit mit lokalen Instanzen, d. h. in der Regel mit den Objektbesitzern, die anschliessend auch den Verkauf an Ort und Stelle betreuen, publiziert. Als Autoren werden die führenden Experten unter den Kunsthistorikern verpflichtet. Die Redaktion wird ohne Ausnahme von der Redaktion der Schweizerischen Kunstführer innerhalb der Gesellschaft für Schweizerische Kunstgeschichte GSK geleistet, die mit einem Netz von Spezialisten aus Forschung und Denkmalpflege zusammenarbeitet.

## Auflagenhöhe
1960 überschritten die Schweizerischen Kunstführer eine Auflageziffer von einer halben Million. 1970 waren rund 1,2 Millionen Exemplare gedruckt. Heute existieren die Schweizerischen Kunstführer in einer Gesamtauflage von fünf Millionen Exemplaren.

## Redaktionsleiter
1. Paul Ganz (1936–1951; † 1954)
2. Ernst Murbach (1954–1980) mit Erika Erni (197–1977) als Halbstagesredaktorin, der Dorothee Huber (1978) als Halbtagesredaktorin und schliesslich Jürg A. Bossard (August 1978 – Januar 1981) als Halbtagesredaktor folgten (letzterer ab Januar 1980 – Januar 1981: 100 %)
3. Hans Maurer (1981 – Dezember 1983)
4. Susanne Ritter-Lutz (Januar 1984 – Juli 1986) als Hauptverantwortliche für die Redaktion (80 %) mit Stefan Biffiger als Mitredaktor und Gurli Jensen als Redaktionsassistentin
5. Werner Bieri (August 1986 – Dezember 2011) mit Susanne Ritter-Lutz (Oktober 2009 bis März 2011) als Halbtagesredaktorin (55 %)
6. Markus Andrea Schneider[12] (seit Januar 2012)